# Onychognathus
Onychognathus – rodzaj ptaków z podrodziny szpaków (Sturninae) w rodzinie szpakowatych (Sturnidae).

## Zasięg występowania
Rodzaj obejmuje gatunki występujące w Afryce i na Bliskim Wschodzie.

## Morfologia
Długość ciała 20–40 cm; masa ciała 73–160 g.

## Systematyka

### Etymologia
- Onychognathus: gr. ονυξ onux, ονυχος onukhos – „pazur”; γναθος gnathos – „szczęka”[6].
- Amydrus: gr. negatywny przedrostek α- a- – „bez”; μυδρος mudros – „jasny, rozjarzony” (por. αμυδρος amudros – „niejasny”)[7]. Gatunek typowy: Turdus morio Linnaeus, 1766.

### Podział systematyczny
Do rodzaju należą następujące gatunki:
- Onychognathus tenuirostris (Rüppell, 1836) – czarnotek cienkodzioby
- Onychognathus nabouroup (Daudin, 1800) – czarnotek białoskrzydły
- Onychognathus morio (Linnaeus, 1766) – czarnotek rudoskrzydły
- Onychognathus fulgidus Hartlaub, 1849 – czarnotek kasztanowoskrzydły
- Onychognathus walleri (Shelley, 1880) – czarnotek krótkosterny
- Onychognathus albirostris (Rüppell, 1836) – czarnotek białodzioby
- Onychognathus tristramii (P.L. Sclater, 1858) – czarnotek arabski
- Onychognathus salvadorii (Sharpe, 1891) – czarnotek pluszogłowy
- Onychognathus frater (P.L. Sclater & Hartlaub, 1881) – czarnotek sokotrzański
- Onychognathus blythii (Hartlaub, 1859) – czarnotek somalijski